# Autriche aux Jeux olympiques d'été de 1996
L'Autriche participe aux Jeux olympiques d'été de 1996 à Atlanta aux États-Unis. Il s'agit de vingt-deuxième participation à des Jeux d'été.
Elle y remporte trois médailles : une en argent et deux en bronze, se situant à la cinquante-septième place des nations au tableau des médailles. Le navigateur Hubert Raudaschl est le porte-drapeau d'une délégation autrichienne comptant 72 sportifs (56 hommes et 16 femmes).

## Médaillés
| Médaille | Nom            | Sport      | Compétition                |
| -------- | -------------- | ---------- | -------------------------- |
| Argent   | Wolfram Waibel | Tir        | Carabine 10 m air comprimé |
| Bronze   | Theresia Kiesl | Athlétisme | 1 500 m                    |
| Bronze   | Wolfram Waibel | Tir        | Carabine 50 m 3 positions  |